# Обидуш
О́бидуш (порт.  Óbidos; ['ɔbiduʃ]) — посёлок городского типа в Португалии, центр одноимённого муниципалитета в составе округа Лейрия. Численность населения — 3819 жителей (посёлок), 11922 жителей (муниципалитет) 
на 2021 год. Посёлок и муниципалитет входят в экономико-статистический регион Центр и субрегион Оэште. По старому административному делению входил в провинцию Эштремадура.
Покровителем посёлка считается Дева Мария (порт. Maria). Праздник посёлка — 11 января.
В городе долгое время жила, работала и скончалась художница эпохи барокко Хосефа де Обидос.

## Расположение
Посёлок расположен в 52 км на юго-запад от административного центра округа города Лейрия.
Муниципалитет граничит:
- на северо-востоке — муниципалитет Калдаш-да-Раинья
- на востоке — муниципалитет Калдаш-да-Раинья
- на юге — муниципалитет Бомбаррал
- на юго-западе — муниципалитет Лориньян
- на западе — муниципалитет Пенише
- на северо-западе — Атлантический океан

## Население

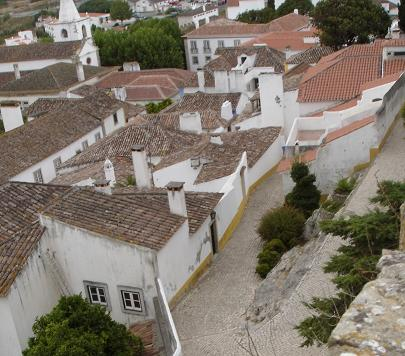
Панорама Обидуша

| Население муниципалитета Обидуш (1801—2004) | Население муниципалитета Обидуш (1801—2004) | Население муниципалитета Обидуш (1801—2004) | Население муниципалитета Обидуш (1801—2004) | Население муниципалитета Обидуш (1801—2004) | Население муниципалитета Обидуш (1801—2004) | Население муниципалитета Обидуш (1801—2004) | Население муниципалитета Обидуш (1801—2004) | Население муниципалитета Обидуш (1801—2004) |
| ------------------------------------------- | ------------------------------------------- | ------------------------------------------- | ------------------------------------------- | ------------------------------------------- | ------------------------------------------- | ------------------------------------------- | ------------------------------------------- | ------------------------------------------- |
| 1801                                        | 1849                                        | 1900                                        | 1930                                        | 1960                                        | 1981                                        | 1991                                        | 2001                                        | 2004                                        |
| 12 428                                      | 7970                                        | 17 659                                      | 9877                                        | 11 316                                      | 10 538                                      | 11 188                                      | 10 875                                      | 11 187                                      |

## История
Название происходит от лат. oppidum — укреплённый город. Территория была отвоёвана у мавров в 1148 году, а в 1195 году король Саншу I издал хартию, утвердившую за населённым пунктом статус vila. Традиционно Обидуш передавался в качестве приданого многих португальских королев, в частности: королевы Урраки (супруги короля Афонсу II), королевы Изабел (супруги короля Диниша), Филиппы Ланкастерской (супруги короля Жуана I), Элеаноры Арагонской (супруги короля Дуарте), Леоноры Ависской (супруги короля Жуана II) и др.

## Достопримечательности

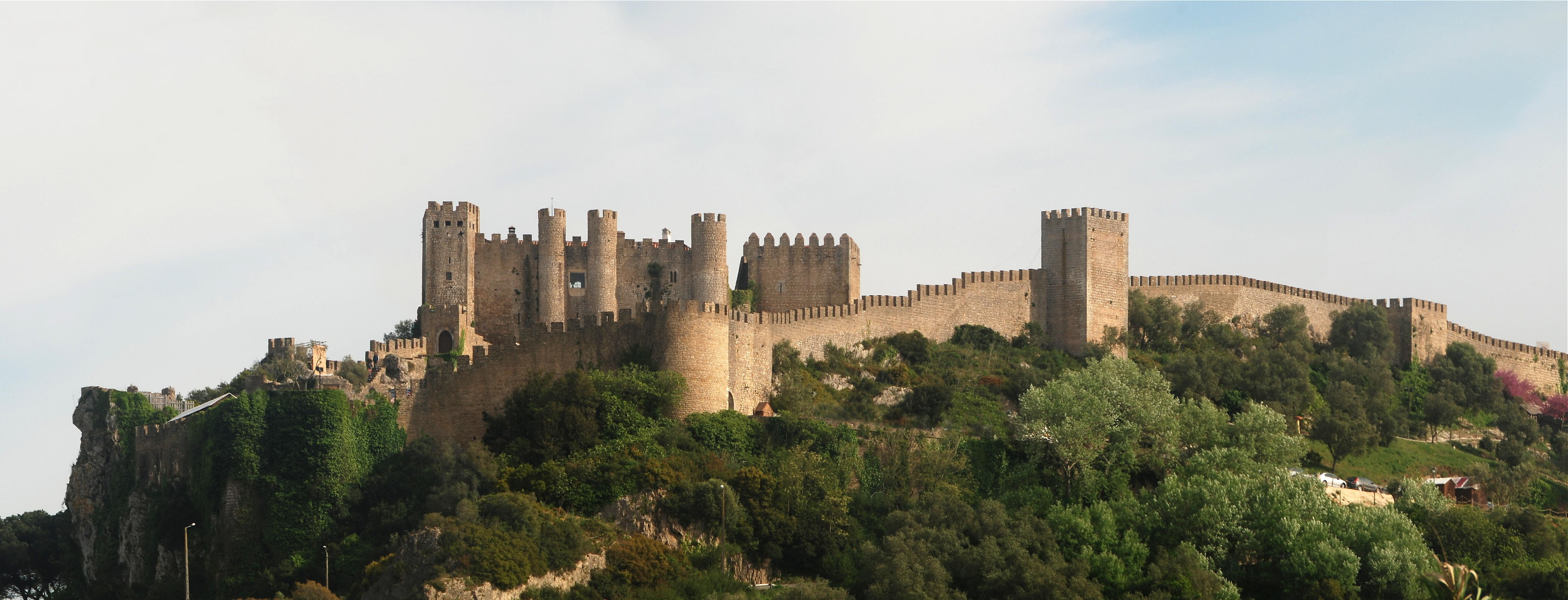
Замок Обидуш

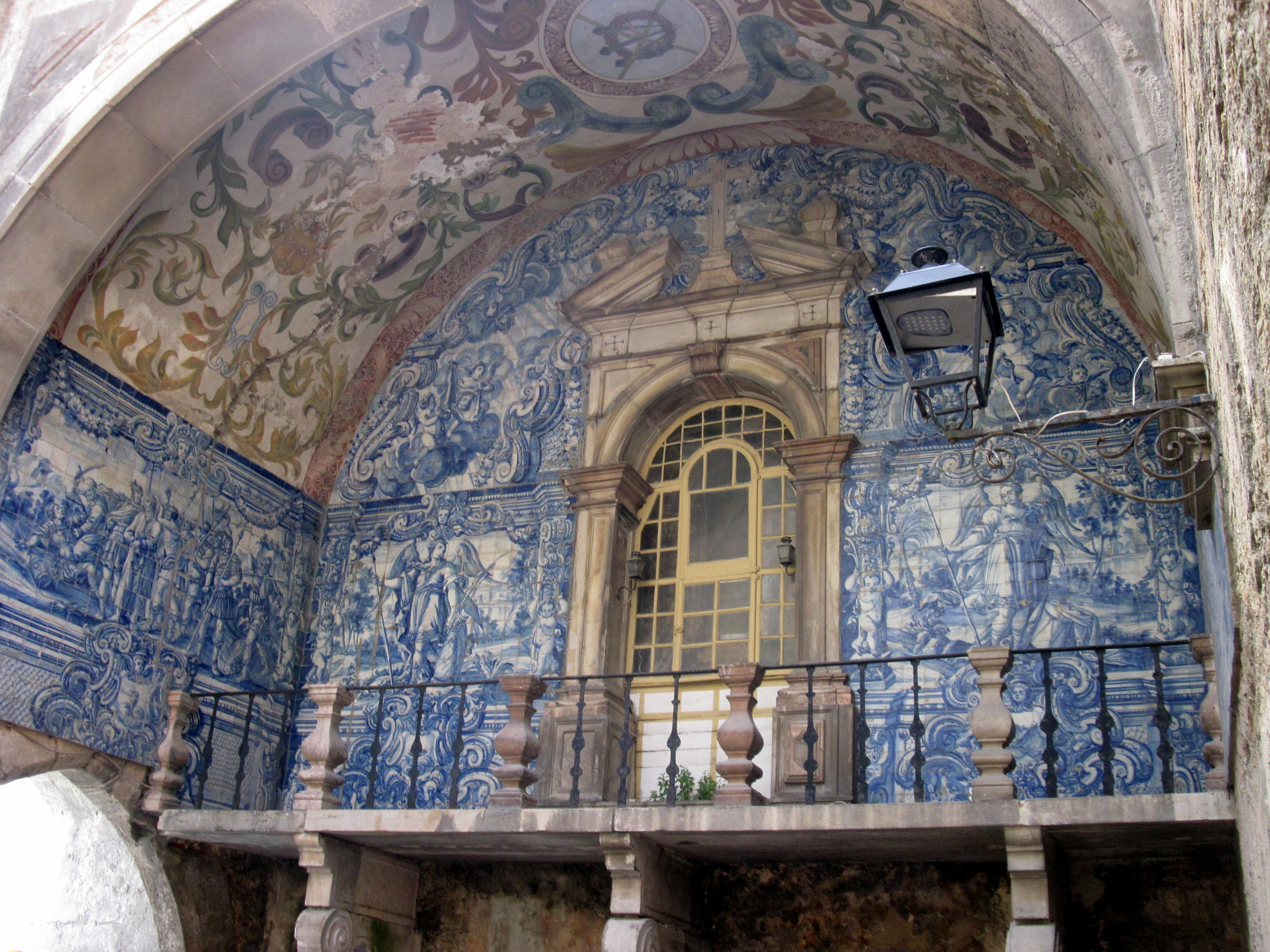
Азулежу на городских воротах Обидуша

- Замок Обидуш. Крепостные стены, защищающие город, были построены в XII—XIV вв. Периметр стен — 1565 метров. В 1950 году в замке была открыта первая в стране историческая гостиница (порт. pousada).
- Мемориальный крест, установленный в XVI веке в память о победе Афонсу Энрикеша над маврами.
- Акведук, построенный в XVI веке по приказу Катарины Австрийской для обеспечения водой городских фонтанов. Протяжённость акведука — 3 км.
- Городские ворота, построены около 1380 года. Украшены панно из азулежу на библейские темы.
- Муниципальный музыкальный театр Casa da Música. В 1973 году здесь проходило подготовительное собрание Движения Капитанов (pt:Movimento dos Capitães), которое позже привело к Революции гвоздик 25 апреля 1974 года.
- Церковь Св. Иакова (порт. Igreja de Santiago) — основана в 1186 году по приказу короля Саншу I. Церковь, построенная в римско-готическом стиле, была полностью разрушена в результате землетрясения 1755 года. Восстановлена в 1755—1778 гг. В настоящее время в здании расположен муниципальный концертный зал.
- Церковь Иоанна Крестителя (порт. Igreja de São João Baptista) — основана в 1309 году королевой Изабел. В настоящее время в церкви расположен музей прихода Обидуш (порт. Museu Paroquial de Óbidos).
- Часовня Св. Мартина (порт. Capela de São Martinho) — основана в 1331 году.

## Экономика
Обидуш считается «шоколадной столицей» Португалии, в городе даже проводится международный фестиваль шоколада. Также Обидуш известен выпускаемой здесь жинжиньей (традиционным португальским вишнёвым ликёром).

## Районы
В муниципалитет входят следующие районы:
1. А-душ-Негруш
2. Аморейра
3. Гаейраш
4. Олью-Маринью
5. Санта-Мария
6. Собрал-да-Лагоа
7. Сан-Педру
8. Уссейра
9. Вау

## Фотогалерея

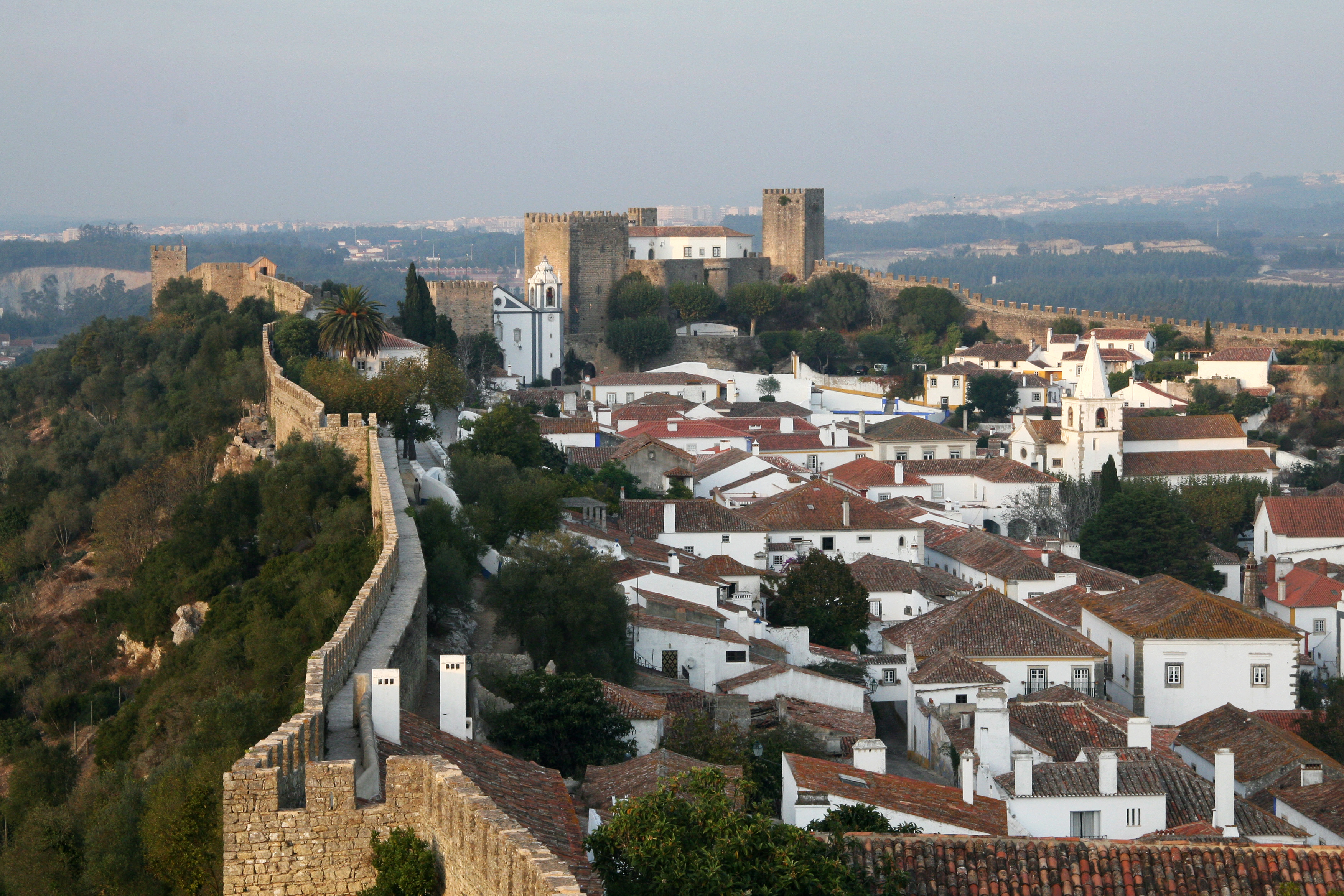
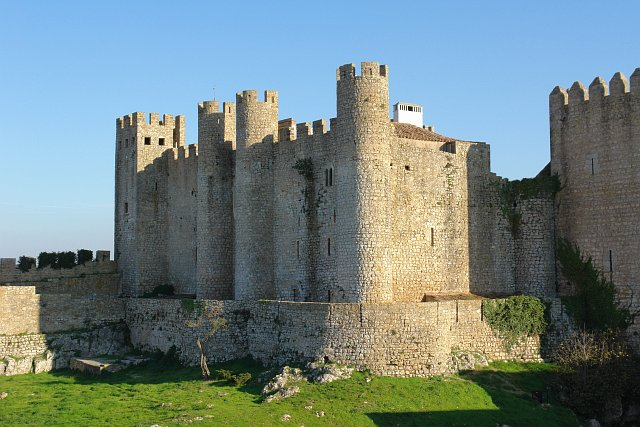
Замок
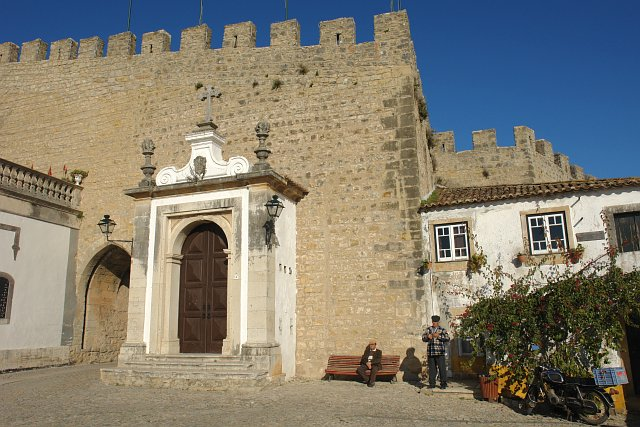